# Гловертаун
Гловертаун (англ. Glovertown) — містечко в Канаді, у провінції Ньюфаундленд і Лабрадор.

## Населення
За даними перепису 2016 року, містечко нараховувало 2083 особи, показавши скорочення на 1,8%, порівняно з 2011-м роком. Середня густина населення становила 29,6 осіб/км².
З офіційних мов обидвома одночасно володіли 40 жителів, тільки англійською — 2 045. Усього 5 осіб вважали рідною мовою не одну з офіційних, з них усі — одну з корінних мов.
Працездатне населення становило 47,7% усього населення, рівень безробіття — 23,8% (29,9% серед чоловіків та 15,5% серед жінок). 94,6% осіб були найманими працівниками, а 3,6% — самозайнятими.
Середній дохід на особу становив $39 921 (медіана $26 752), при цьому для чоловіків — $56 025, а для жінок $24 268 (медіани — $40 533 та $18 880 відповідно).
27,6% мешканців мали закінчену шкільну освіту, не мали закінченої шкільної освіти — 23,9%, 48,6% мали післяшкільну освіту, з яких 22,8% мали диплом бакалавра, або вищий, 15 осіб мали вчений ступінь.
| Статево-вікова структура населення | Статево-вікова структура населення | Статево-вікова структура населення | Статево-вікова структура населення | Статево-вікова структура населення |
| ---------------------------------- | ---------------------------------- | ---------------------------------- | ---------------------------------- | ---------------------------------- |
|                                    |                                    |                                    |                                    |                                    |
| Всього                             | Всього                             | 48,3%51,7%                         |                                    |                                    |
| 0 — 14 років                       | 0 — 14 років                       |                                    | 12,7%                              | 12,7%                              |
| 15 — 64 років                      | 15 — 64 років                      |                                    | 60,6%                              | 60,6%                              |
| 65 і більше                        | 65 і більше                        |                                    | 26,7%                              | 26,7%                              |
| 85 і більше                        | 85 і більше                        |                                    | 3,6%                               | 3,6%                               |
| Середній вік (років)               | Середній вік (років)               | 46,548,7                           | 47,6                               | 47,6                               |
| Медіана (років)                    | Медіана (років)                    | 51,052,6                           | 51,7                               | 51,7                               |
| — чоловіки — жінки                 |                                    |                                    |                                    |                                    |

| Походження мешканців:     | Походження мешканців:     | Походження мешканців: | Походження мешканців: | Походження мешканців: |
| ------------------------- | ------------------------- | --------------------- | --------------------- | --------------------- |
| Походження                |                           |                       | осіб                  | %                     |
| Корінні американці        | Корінні американці        |                       | 135                   | 6.73%                 |
| Інше північноамериканське | Інше північноамериканське |                       | 915                   | 45.64%                |
| Європейське               | Європейське               |                       | 1 295                 | 64.59%                |
| британське                | британське                |                       | 1 245                 | 62.09%                |
| французьке                | французьке                |                       | 65                    | 3.24%                 |
| Карибське                 | Карибське                 |                       | 20                    | 1%                    |
| Азійське                  | Азійське                  |                       | 15                    | 0.75%                 |

| Зайнятість населення за галузями (за класифікацією NOC): | Зайнятість населення за галузями (за класифікацією NOC): | Зайнятість населення за галузями (за класифікацією NOC): | Зайнятість населення за галузями (за класифікацією NOC): | Зайнятість населення за галузями (за класифікацією NOC): |
| -------------------------------------------------------- | -------------------------------------------------------- | -------------------------------------------------------- | -------------------------------------------------------- | -------------------------------------------------------- |
|                                                          |                                                          |                                                          |                                                          |                                                          |
| Управління                                               | Управління                                               |                                                          | 7,3%                                                     | 7,3%                                                     |
| Бізнес, фінанси та адміністрування                       | Бізнес, фінанси та адміністрування                       |                                                          | 9,7%                                                     | 9,7%                                                     |
| Природничі та прикладні науки                            | Природничі та прикладні науки                            |                                                          | 6,7%                                                     | 6,7%                                                     |
| Охорона здоров'я                                         | Охорона здоров'я                                         |                                                          | 5,5%                                                     | 5,5%                                                     |
| Освіта, правозахист, муніципальні та урядові служби      | Освіта, правозахист, муніципальні та урядові служби      |                                                          | 15,8%                                                    | 15,8%                                                    |
| Мистецтво, культура, відпочинок та спорт                 | Мистецтво, культура, відпочинок та спорт                 |                                                          | 1,2%                                                     | 1,2%                                                     |
| Роздрібна торгівля та послуги                            | Роздрібна торгівля та послуги                            |                                                          | 17%                                                      | 17%                                                      |
| Гуртова торгівля, транспорт та обладнання                | Гуртова торгівля, транспорт та обладнання                |                                                          | 29,7%                                                    | 29,7%                                                    |
| Природні ресурси, сільське господарство                  | Природні ресурси, сільське господарство                  |                                                          | 3%                                                       | 3%                                                       |
| Виробництво                                              | Виробництво                                              |                                                          | 4,2%                                                     | 4,2%                                                     |

## Клімат
Середня річна температура становить 4,3°C, середня максимальна – 19,6°C, а середня мінімальна – -12,8°C. Середня річна кількість опадів – 1 105 мм.
| Клімат поселення                              | Клімат поселення | Клімат поселення | Клімат поселення | Клімат поселення | Клімат поселення | Клімат поселення | Клімат поселення | Клімат поселення | Клімат поселення | Клімат поселення | Клімат поселення | Клімат поселення | Клімат поселення |
| Показник                                      | Січ.             | Лют.             | Бер.             | Квіт.            | Трав.            | Черв.            | Лип.             | Серп.            | Вер.             | Жовт.            | Лист.            | Груд.            |                  |
| Середній максимум, °C                         | −1,32            | −1,7             | 2,16             | 7,39             | 12,56            | 17,36            | 19,59            | 19,64            | 15,10            | 9,84             | 5,06             | −0,05            |                  |
| Середня температура, °C                       | −6,85            | −7,24            | −3,36            | 1,86             | 7,02             | 11,84            | 16,19            | 16,25            | 11,70            | 6,44             | 1,65             | −3,44            |                  |
| Середній мінімум, °C                          | −12,37           | −12,76           | −8,88            | −3,67            | 1,50             | 6,31             | 12,78            | 12,83            | 8,29             | 3,03             | −1,75            | −6,84            |                  |
| Норма опадів, мм                              | 96               | 95               | 85               | 81               | 78               | 96               | 89               | 87               | 107              | 99               | 91               | 101              |                  |
| Середньомісячна швидкість вітру, м/с          | 5.67             | 5.48             | 5.48             | 5.29             | 4.89             | 4.68             | 4.42             | 4.50             | 4.92             | 5.25             | 5.46             | 5.62             |                  |
| Середньомісячна сонячна радіація, кДж/м²·день | 3846             | 6790             | 10654            | 14122            | 17080            | 18923            | 18830            | 15768            | 11714            | 6905             | 4002             | 2929             |                  |
| --------------------------------------------- | ---------------- | ---------------- | ---------------- | ---------------- | ---------------- | ---------------- | ---------------- | ---------------- | ---------------- | ---------------- | ---------------- | ---------------- | ---------------- |
| Джерело:                                      |                  |                  |                  |                  |                  |                  |                  |                  |                  |                  |                  |                  |                  |